# Super 12 2005
Il Super 12 2005 fu la 10ª edizione del Super Rugby, competizione professionistica di rugby a 15 organizzata dal SANZAR tra i club di Australia, Nuova Zelanda e Sudafrica.
Composta interamente di franchise, si tenne tra febbraio e maggio 2005.
Nella stagione regolare ogni squadra incontrò tutte le altre in partita di sola andata; per non aggravare i costi di trasferta alcuni turni furono di cinque piuttosto che di sei incontri, sì da permettere alle squadre in visita in un continente di disputare tutti gli incontri in giornate consecutive; per tale ragione il calendario prevedette 12 giornate invece di 11.
Come nell'edizione precedente, anche nel 2005 tutte e tre le federazioni furono rappresentate nella final four successiva alla stagione regolare: i Crusaders, neozelandesi, si aggiudicarono il primo posto della classifica; a seguire gli australiani Waratahs che riportarono 9 vittorie come i Crusaders ma meno punti bonus; i sudafricani Bulls e, di nuovo, la Nuova Zelanda con gli Hurricanes.
La prima semifinale fu un incontro interno tra le due neozelandesi, in cui prevalsero i Crusaders; nell'altra semifinale i Waratahs sconfissero i Bulls e si guadagnarono per la prima volta l'accesso alla finale.
Nella gara per il titolo i Crusaders si imposero nettamente, al di là del risultato di 35-25 che, ancora a pochi minuti dalla fine, era un 35-6 poi mitigato da tre mete giunte quando i neozelandesi avevano rifiatato; per la franchise di Christchurch fu il quinto successo in dieci edizioni di Super Rugby.
Fu, quella del 2005, l'ultima edizione del Super Rugby a chiamarsi Super 12; già dalla fine del 2004 era stato infatti deciso l'allargamento della competizione a due nuove franchise, una australiana e a un'altra sudafricana, a partire dal 2006: l'edizione successiva prese il nome di Super 14 e vide l'ammissione dei Central Cheetahs di Bloemfontein (Sudafrica) e i Western Force di Perth (Australia).

## Squadre partecipanti e ambiti territoriali
| Paese         | Squadra     | Sede           | Area                                      |
| ------------- | ----------- | -------------- | ----------------------------------------- |
| Australia     | Brumbies    | Canberra       | Territorio della Capitale Australiana     |
| Australia     | Reds        | Brisbane       | Stato del Queensland                      |
| Australia     | Waratahs    | Sydney         | Stato del Nuovo Galles del Sud            |
| Nuova Zelanda | Blues       | Auckland       | Penisola di North Auckland                |
| Nuova Zelanda | Chiefs      | Hamilton       | Distretti di Hamilton, Tauranga e Rotorua |
| Nuova Zelanda | Crusaders   | Christchurch   | Regione di Canterbury                     |
| Nuova Zelanda | Highlanders | Dunedin        | Distretto di Otago e South Land           |
| Nuova Zelanda | Hurricanes  | Wellington     | Wellington, Palmerston North e Napier     |
| Sudafrica     | Bulls       | Pretoria       | East Rand, Limpopo                        |
| Sudafrica     | Lions       | Johannesburg   | Mpumalanga, Provincia del Nordovest       |
| Sudafrica     | Sharks      | Durban         | KwaZulu-Natal                             |
| Sudafrica     | Stormers    | Città del Capo | Cape Winelands, West Coast                |

## Stagione regolare

### Risultati
|           | 1ª giornata          |       |
| --------- | -------------------- | ----- |
| 25-2-2005 | Stormers - Sharks    | 26–12 |
| 25-2-2005 | Waratahs - Chiefs    | 25–7  |
| 25-2-2005 | Highlanders - Blues  | 14–30 |
| 26-2-2005 | Cats - Bulls         | 23–17 |
| 26-2-2005 | Reds - Hurricanes    | 10–24 |
| 26-2-2005 | Brumbies - Crusaders | 32–21 |

|           | 4ª giornata          |       |
| --------- | -------------------- | ----- |
| 18-3-2005 | Chiefs - Reds        | 6–20  |
| 19-3-2005 | Hurricanes - Bulls   | 12–21 |
| 19-3-2005 | Blues - Crusaders    | 19–41 |
| 19-3-2005 | Waratahs - Stormers  | 25–10 |
| 19-3-2005 | Cats - Brumbies      | 29–34 |
| 19-3-2005 | Sharks - Highlanders | 7–43  |

|           | 7ª giornata            |       |
| --------- | ---------------------- | ----- |
| 8-4-2005  | Highlanders - Brumbies | 19–18 |
| 9-4-2005  | Bulls - Crusaders      | 35–20 |
| 9-4-2005  | Stormers - Reds        | 15–13 |
| 9-4-2005  | Blues - Cats           | 23–6  |
| 9-4-2005  | Chiefs - Sharks        | 40–5  |
| 10-4-2005 | Hurricanes - Waratahs  | 26–24 |

|           | 10ª giornata           |       |
| --------- | ---------------------- | ----- |
| 29-4-2005 | Crusaders - Sharks     | 77–34 |
| 29-4-2005 | Reds - Cats            | 21–15 |
| 29-4-2005 | Bulls - Blues          | 38–24 |
| 30-4-2005 | Hurricanes - Brumbies  | 49–37 |
| 30-4-2005 | Highlanders - Waratahs | 20–41 |
| 30-4-2005 | Stormers - Chiefs      | 34–37 |

|          | 2ª giornata            |       |
| -------- | ---------------------- | ----- |
| 4-3-2005 | Blues - Reds           | 18–15 |
| 4-3-2005 | Brumbies - Bulls       | 21–19 |
| 5-3-2005 | Highlanders - Stormers | 16–16 |
| 5-3-2005 | Crusaders - Chiefs     | 50–18 |
| 5-3-2005 | Sharks - Waratahs      | 13–36 |
| 5-3-2005 | Cats - Hurricanes      | 32–45 |

|           | 5ª giornata           |       |
| --------- | --------------------- | ----- |
| 25-3-2005 | Hurricanes - Stormers | 12–9  |
| 25-3-2005 | Cats - Highlanders    | 12–16 |
| 26-3-2005 | Waratahs - Bulls      | 42–12 |
| 26-3-2005 | Sharks - Brumbies     | 36–24 |
|           |                       |       |
|           |                       |       |

|           | 8ª giornata          |       |
| --------- | -------------------- | ----- |
| 15-4-2005 | Chiefs - Cats        | 45–14 |
| 15-4-2005 | Bulls - Reds         | 32–7  |
| 16-4-2005 | Blues - Sharks       | 36–13 |
| 16-4-2005 | Brumbies - Waratahs  | 6–10  |
| 16-4-2005 | Stormers - Crusaders | 23–51 |
|           |                      |       |

|          | 11ª giornata            |       |
| -------- | ----------------------- | ----- |
| 6-5-2005 | Waratahs - Reds         | 27–8  |
| 6-5-2005 | Blues - Hurricanes      | 10–22 |
| 7-5-2005 | Highlanders - Crusaders | 13–27 |
| 7-5-2005 | Brumbies - Chiefs       | 28–28 |
| 7-5-2005 | Sharks - Bulls          | 17–23 |
| 7-5-2005 | Stormers - Cats         | 25–20 |

|           | 3ª giornata         |       |
| --------- | ------------------- | ----- |
| 11-3-2005 | Highlanders - Bulls | 23–0  |
| 11-3-2005 | Brumbies - Stormers | 22–19 |
| 11-3-2005 | Sharks - Hurricanes | 23–29 |
| 12-3-2005 | Crusaders - Reds    | 59–24 |
| 12-3-2005 | Chiefs - Blues      | 18–9  |
| 12-3-2005 | Cats - Waratahs     | 19–40 |

|          | 6ª giornata          |       |
| -------- | -------------------- | ----- |
| 1-4-2005 | Reds - Highlanders   | 16–23 |
| 1-4-2005 | Hurricanes - Chiefs  | 28–16 |
| 2-4-2005 | Waratahs - Crusaders | 27–33 |
| 2-4-2005 | Blues - Brumbies     | 17–0  |
|          |                      |       |
|          |                      |       |

|           | 9ª giornata              |       |
| --------- | ------------------------ | ----- |
| 22-4-2005 | Hurricanes - Highlanders | 16–26 |
| 23-4-2005 | Stormers - Blues         | 24–37 |
| 23-4-2005 | Bulls - Chiefs           | 29–26 |
| 23-4-2005 | Reds - Sharks            | 30–25 |
| 23-4-2005 | Crusaders - Cats         | 40–36 |
|           |                          |       |

|           | 12ª giornata           |       |
| --------- | ---------------------- | ----- |
| 13-5-2005 | Waratahs - Blues       | 25–20 |
| 13-5-2005 | Crusaders - Hurricanes | 40–20 |
| 14-5-2005 | Chiefs - Highlanders   | 31–8  |
| 14-5-2005 | Reds - Brumbies        | 21–38 |
| 14-5-2005 | Bulls - Stormers       | 75–14 |
| 14-5-2005 | Cats - Sharks          | 20–20 |

### Classifica
|  |     | Squadra     | G  | V | N | P | PF  | PS  | B | Pt |
|  | --- | ----------- | -- | - | - | - | --- | --- | - | -- |
|  | 1.  | Crusaders   | 11 | 9 | 0 | 2 | 459 | 281 | 8 | 45 |
|  | 2.  | Waratahs    | 11 | 9 | 0 | 2 | 322 | 174 | 5 | 41 |
|  | 3.  | Bulls       | 11 | 7 | 0 | 4 | 301 | 229 | 6 | 34 |
|  | 4.  | Hurricanes  | 11 | 8 | 0 | 3 | 281 | 248 | 2 | 34 |
|  | 5.  | Brumbies    | 11 | 5 | 1 | 5 | 260 | 266 | 7 | 29 |
|  | 6.  | Chiefs      | 11 | 5 | 1 | 5 | 272 | 250 | 6 | 28 |
|  | 7.  | Blues       | 11 | 6 | 0 | 5 | 243 | 216 | 3 | 27 |
|  | 8.  | Highlanders | 11 | 6 | 1 | 4 | 221 | 214 | 1 | 27 |
|  | 9.  | Stormers    | 11 | 3 | 1 | 7 | 215 | 320 | 4 | 18 |
|  | 10. | Reds        | 11 | 3 | 0 | 8 | 185 | 282 | 5 | 17 |
|  | 11. | Cats        | 11 | 1 | 1 | 9 | 226 | 326 | 7 | 13 |
|  | 12. | Sharks      | 11 | 1 | 1 | 9 | 205 | 384 | 5 | 11 |

## Semifinali
| Christchurch 20 maggio 2005 | Crusaders   | 47 – 7 | Hurricanes | Jade Stadium\| Arbitro: \| Andrew Cole \| |
| Arbitro:                    | Andrew Cole |        |            |                                           |

| Sydney 21 maggio 2005 | Waratahs    | 23 – 13 | Bulls | Aussie Stadium\| Arbitro: \| Steve Walsh \| |
| Arbitro:              | Steve Walsh |         |       |                                             |

## Finale
| Arbitro: | Jonathan Kaplan |

|                                    |      |                   |
| Hamilton, Hewett, MacDonald, Ralph | mt   | Rogers (2), Waugh |
| Carter (3)                         | tr   | Hewat, Rogers     |
| Carter (2)                         | c.p. | Hewat (2)         |
| Mauger                             | drop |                   |